# New Mexico State Route 136
Die New Mexico State Route 136 (kurz NM 136) ist eine State Route im US-Bundesstaat New Mexico.
Die State Route beginnt an der mexikanischen Grenze und endet nach 14 Kilometern nahe El Paso am Texas State Highway 178. Zunächst verläuft die Straße in nördlicher Richtung und führt ab dem Santa Teresa Airport in Richtung Osten. Etwa ein Kilometer vor der Grenze zu Texas trifft die NM 136 auf die New Mexico State Route 273.